# Modulo di taglio

La deformazione tangenziale

In meccanica dei solidi, il modulo di taglio, detto più propriamente modulo elastico tangenziale (altri nomi: modulo di scorrimento, di rigidità trasversale), è la costante di Lamé che esprime il rapporto sforzo-deformazione tangenziali.
Il modulo di taglio viene considerato un parametro derivato, esprimibile in termini di due parametri elementari: il modulo elastico (normale, detto anche "modulo di Young") e il coefficiente di Poisson. In effetti, si può scegliere di caratterizzare un materiale secondo la modalità standard internazionale, con modulo elastico (normale) e modulo di Poisson, ma nulla vieta di scegliere di descriverlo invece col modulo tangenziale e il modulo di Poisson, o addirittura con modulo normale e tangenziale, lasciando quello di Poisson come implicito. La scelta standard è però la più diffusa, e porta solitamente a formule più semplici. Il modulo trasversale può essere normalmente calcolato a partire dagli altri due parametri attraverso:
{\displaystyle G={\frac {E}{2(1+\nu )}}}
dove:
- {\displaystyle \nu } è il rapporto di Poisson (o modulo di Poisson, secondo la denominazione)
- {\displaystyle E} è il modulo elastico (normale, o modulo di Young, secondo la denominazione anglosassone)
- {\displaystyle G} è il modulo elastico tangenziale (o modulo di taglio, secondo la vecchia denominazione)

## Visualizzazione
Data una piastra di lunghezza indefinita di spessore h, perpendicolare all'asse {\displaystyle x}, sulle cui facce agisce una coppia di tensioni tangenziali (o di taglio) di verso opposto {\displaystyle T_{1}} e -{\displaystyle T_{1}}, si produrrà uno spostamento {\displaystyle \delta l/2} nel senso delle {\displaystyle z} positive e {\displaystyle \delta l/2} nel senso opposto. In pratica è come se una faccia rimanesse ferma e si producesse uno spostamento di {\displaystyle \delta l}.
Lo spostamento totale {\displaystyle \delta }l sarà in relazione allo sforzo di taglio {\displaystyle T_{1}} e allo spessore {\displaystyle h} secondo la relazione:
{\displaystyle dl={\frac {1}{\mu }}hT_{1}}
dove {\displaystyle \mu } è il modulo di taglio.
Considerando lo spostamento angolare {\displaystyle \alpha }, ponendo l'angolo uguale alla sua tangente, la relazione diventerà semplicemente:
{\displaystyle \alpha ={\frac {T_{1}}{\mu }}}